# Municipio de Davis (condado de Grant)
El municipio de Davis (en inglés: Davis Township) es un municipio ubicado en el condado de Grant en el estado estadounidense de Arkansas. En el año 2010 tenía una población de 359 habitantes y una densidad poblacional de 2,9 personas por km².

## Geografía
El municipio de Davis se encuentra ubicado en las coordenadas 34°15′34″N 92°30′21″O / 34.25944, -92.50583. Según la Oficina del Censo de los Estados Unidos, el municipio tiene una superficie total de 123.9 km², de la cual 123,75 km² corresponden a tierra firme y (0,12 %) 0,15 km² es agua.

## Demografía
Según el censo de 2010, había 359 personas residiendo en el municipio de Davis. La densidad de población era de 2,9 hab./km². De los 359 habitantes, el municipio de Davis estaba compuesto por el 98,89 % blancos, el 0,84 % eran asiáticos y el 0,28 % eran de una mezcla de razas. Del total de la población el 0,56 % eran hispanos o latinos de cualquier raza.